# Lamborghini Countach LPI 800-4
Lamborghini Countach LPI 800-4 är en superbil som den italienska biltillverkaren Lamborghini presenterade i augusti 2021. 112 exemplar ska byggas som en hyllning på 50-årsdagen till 1970-talets Countach.
Modellen är baserad på Lamborghinis första hybridbil Sián. Lamborghinis traditionella tolvcylindriga sugmotor har kompletterats med ett 48 V mildhybridsystem med en elmotor på 35 hk inbyggd i växellådan. Tillsammans ger motorerna en systemeffekt på 814 hk. Accelerationen från 0 - 100 km/h går på 2,8 s och toppfarten uppges till 355 km/h.